# Девід Кореш
Девід Кореш (англ. David Koresh, справжнє ім'я — Вернон Вейн Говел англ. Vernon Wayne Howell; 17 серпня 1959 — 19 квітня 1993) — американський релігійний діяч, лідер секти «Гілка Давидова». Кореш загинув в 1993 році під час облоги маєтку «Маунт Кармел» агентами ФБР.

## Життєпис
Кореш народився в місті Х'юстон 17 серпня 1959 року. На момент народження дитини, його матері — Бонні С'ю Кларк були неповні 15 років. Батько — 20-річний Бобі Говел. Пара проживала в незареєстрованому шлюбі. Ще до народження Кореша, його батько покинув сім'ю, пішовши до іншої дівчинки-підлітка. Кореш ніколи не зустрічався з батьком. Мати Кореша згодом стала жити разом зі схильним до насильства алкоголіком. У 1963 р. вона пішла від свого співмешканця, а 4-річного Кореша віддала під опіку його бабусі — Ерлайн Кларк (англ. Earline Clark). По трьох роках, вийшовши заміж за теслю на ім'я Рой Голдеман (англ. Roy Haldeman), Боні С'ю Кларк забрала Кореша до себе. У 1966 р. у Голдеман і Кларк народився син, якого вони назвали Роджером.
Кореш стверджував, що вважав за краще самотність, будучи дитиною. Є повідомлення, що в 8-річному віці він був зґвалтований групою неповнолітніх. Кореш погано вчився в школі, був малограмотним і страждав дислексією. Через низьку здатності до навчання, ще в початкових класах, він був переведений зі звичайної школи в спеціальну. Проте, в 11-річному віці Кореш на пам'ять вивчив текст біблійного Нового Завіту.
Коли йому було 19 років, від нього завагітніла 15-річна дівчина. У 1981 році переїхав до Вако, штат Техас і став членом релігійної групи «Гілка Давидова». Після того, як Кореш вступив в любовний зв'язок зі старою Лоїс Роден — главою групи, і почав претендувати на лідерство, у нього почався конфлікт з її сином Джорджем Роденом. Корешу довелося покинути секту, проте він повів за собою 25 послідовників. У цей час він одружився з Рейчел Джонс. Нове ім'я він узяв на честь царя Давида, прізвище — на честь біблейського перського царя Кира («Кореш», івр. כורש, івр. Kōréš). Розвиваючи своє вчення, він оголосив себе сином Бога.
У 1986 році Кореш заявив, що для нього дозволено багатоженство і жінки в групі повинні стати його дружинами. Він звинувачувався в сексуальних стосунках з неповнолітніми, зокрема, з 14-річною Карен Дойл і 12-річною сестрою своєї дружини. У 1987 році звинувачений у замаху на вбивство Джорджа Родена, але був виправданий. У 1988 році Роден вбив людину, і до Кореша перейшла влада в секті.

## Загибель
Загинув на 51-й день облоги маєтку «Маунт Кармел» (Вейко) разом із понад 70 членами секти (включаючи 21 дитину) внаслідку пожежі в будівлі. За офіційною версією, сектанти самі підпалили будівлю, здійснивши масове самогубство, за іншою версією — будинок спалахнув від газу, розпорошеного під час облоги.